# Geografia Kirgistanu

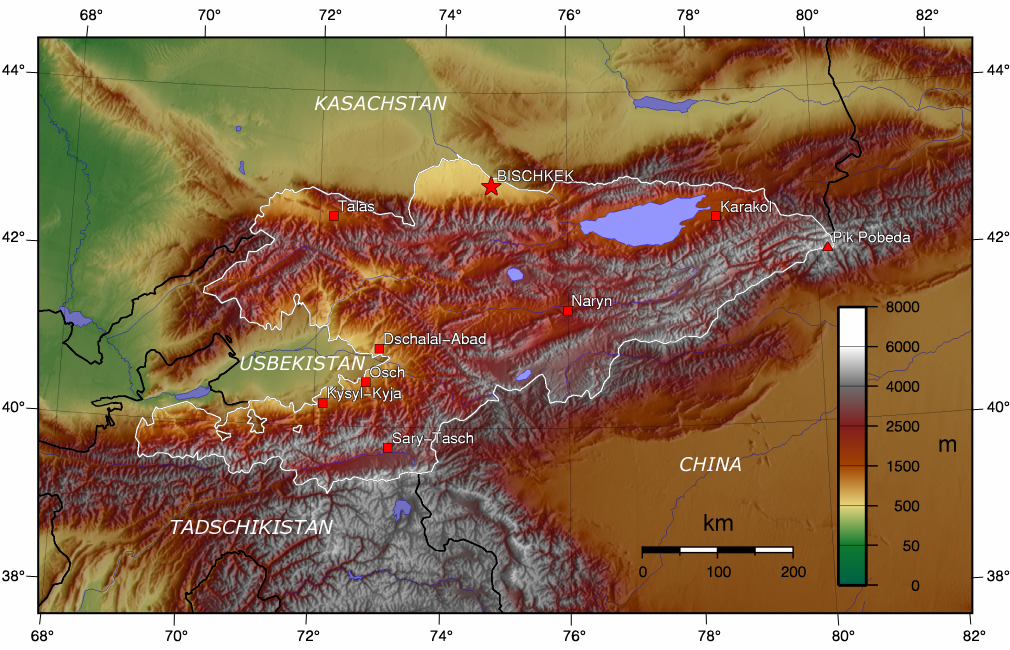
Mapa hipsometryczna Kirgistanu

Kirgistan jest niewielkim państwem leżącym w Azji Środkowej, niemającym dostępu do morza. Ten górzysty kraj jest obecnie suwerenną republiką, jednak do 1991 roku kraj ten należał do ZSRR. Państwo to należy do nielicznych krajów, gdzie tereny górzyste stanowią większość powierzchni kraju.

## Powierzchnia i granice
Powierzchnia – 198 500 km²
Skrajne punkty – północny 43°N, południowy 39°N, zachodni 69°E, wschodni 80°E. Rozciągłość południkowa kraju wynosi 450 km, a równoleżnikowa 900 km.
Kirgistan graniczy z następującymi państwami:
- Kazachstan – 1051 km
- Uzbekistan – 1099 km
- Tadżykistan – 870 km
- Chiny – 858 km

## Budowa geologiczna i rzeźba

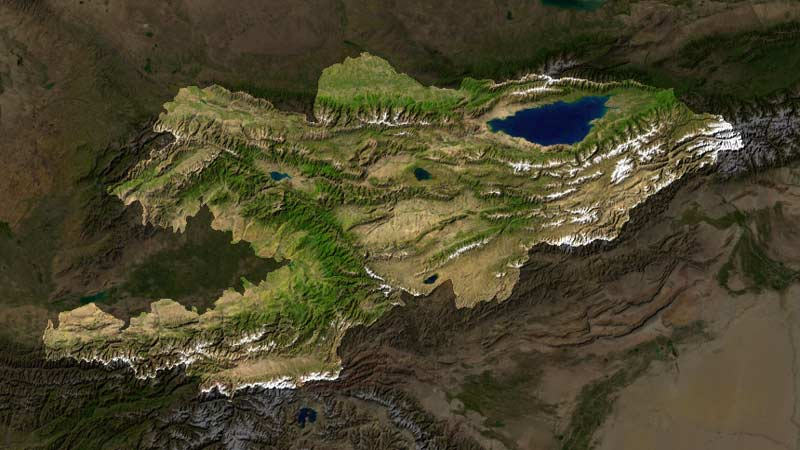
Kirgistan na zdjęciu satelitarnym

Kirgistan leży na obszarze fałdowego pasma uralsko-mongolskiego. Na terenie kraju leżą dwie jednostki geologiczne, są to region kazachsko-tienszański i region płyty turańskiej. Obszary te powstały w wyniku tektonicznych ruchów mających miejsce w okresie mezozoiku i kenozoiku. Geologiczny obszar kazachsko-tienszański dzieli się na dwie strefy- północną, która jest zbudowana ze skał pochodzenia paleozoicznego; południowa strefa to struktury kaledońskie. Cały ten obszar stanowią góry należące do łańcucha Tienszanu. Pomiędzy tymi dwoma obszarami, znajduje się mezozoiczne i kenozoiczne zapadlisko Issyk-kulu, Narynu i Fergany. Paleozoiczne struktury obszaru kazachsko-tienszańskiego tworzą fundamenty wschodniej części płyty turańskiej, które są przykryte osadami czwartorzędowymi.
Kirigstan jest krajem wybitnie górzystym. Ponad połowa kraju leży na wysokości powyżej 2500 m n.p.m. a jedna trzecie to tereny wznoszące się ponad wysokość 3000 m n.p.m. Średnia wysokość kraju wynosi 2750 m n.p.m. Prawie całe terytorium kraju znajduje się w obrębie zachodniej części Tienszanu, w skład którego wchodzi Tienszan Centralny (Góry Czatkalskie 4503 m n.p.m.), góry Ałatau Terskej (4488 m n.p.m.), Góry Fergańskie (4940 m n.p.m.) i najwyższe Kokszaał-tau, gdzie najwyższy szczyt kraju – Pik Pobiedy wznosi się na 7439 m n.p.m. Do Tienszanu Północnego należą Góry Kirgiskie o maksymalnym wzniesieniu 4875 m n.p.m. i Küngej Ałatau o wysokości maksymalnej 4771 m n.p.m. W południowo-zachodniej części Kirgistanu leżą Góry Hisarsko-Ałajskie o maksymalnej wysokości 5881 m n.p.m. oraz północne pasma Pamiru, gdzie jeden z najwyższych szczytów Kirgistanu – Szczyt Lenina wznosi się na 7134 m n.p.m. Poza terenami górskimi w ich obrębie łańcuchów górskich występują wysoko położone kotliny jak na przykład Kotlina Issykkulska czy też wschodni skraj Kotliny Fergańskiej. Kirgistan jest krajem położonym w strefie sejsmicznej.

## Klimat

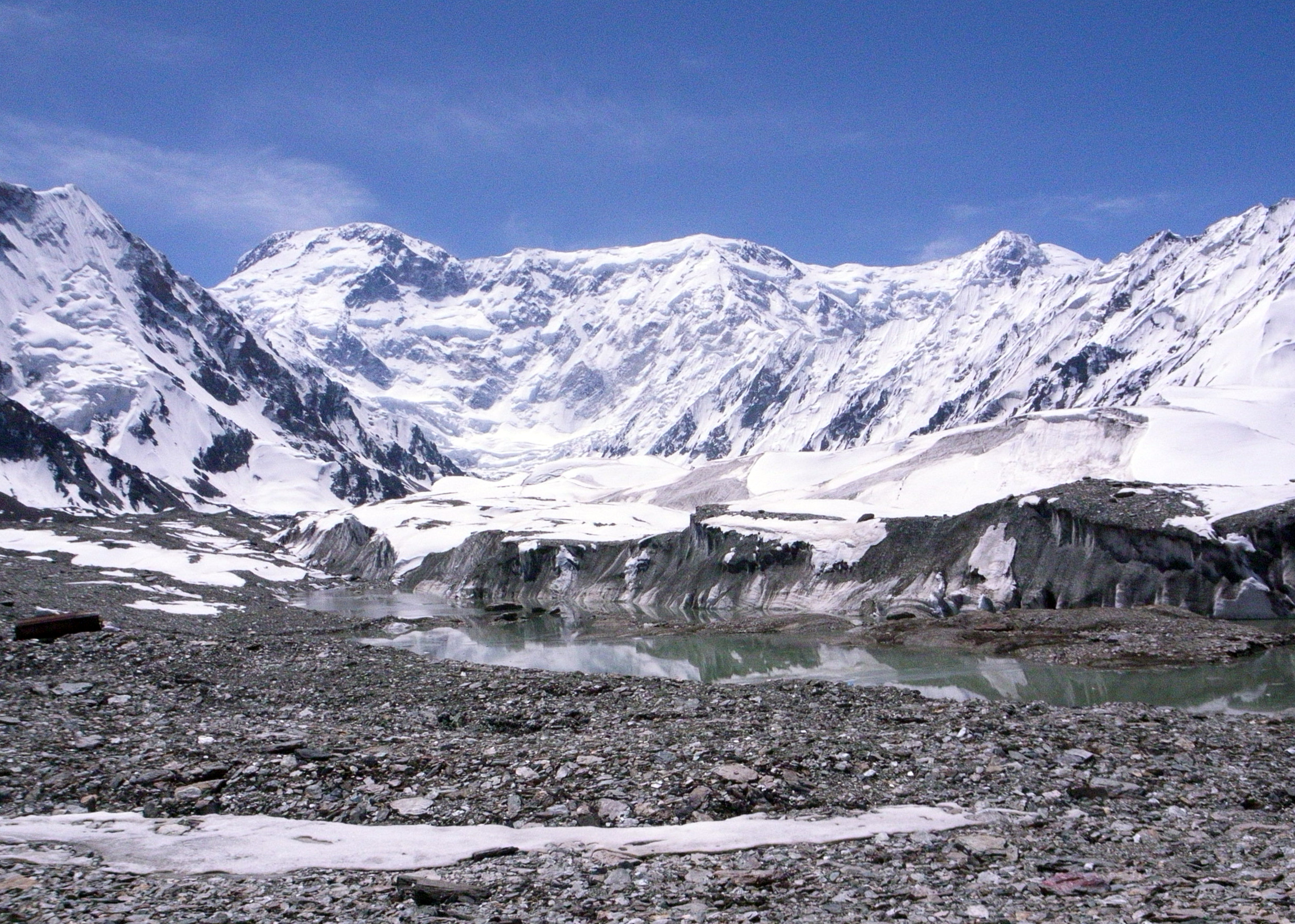
Wysokie partie Tienszanu

Kirgistan leży na szerokościach geograficznych, które w wielu miejscach świata są obszarami podzwrotnikowymi. Jednak ukształtowanie terenu, a co ważne wysokość nad poziomem morza warunkuje istnienie klimatu umiarkowanego ciepłego. Klimat tego kraju cechuje się dość dużą suchością i nierównomiernym rozkładem opadów na obszarze kraju. Klimat ma cechy klimatu kontynentalnego.
Temperatury są skrajne, zwłaszcza na przestrzeni roku i różnią się między kotlinami a terenami wysokogórskimi. Latem w górach średnie temperatury wynoszą około 5 °C do 20–25 °C w dolinach. Zimy są surowe, na terenach najniżej położonych średnie wartości wynoszą od -1 °C do -8 °C, wysoko w górach do -27 °C. W nocy występują silne mrozy.
Ilości opadów są dość niewielkie. W kotlinach średnia spada około 180 mm rocznie, a ilość opadów wzrasta wraz wysokością do maksymalnie 1 000 mm rocznie na dużych wysokościach, przy czym są to już opady głównie w postaci śniegu. Najwięcej opadów notuje się na południowych i zachodnich stokach Tienszanu. Warto zwrócić uwagę na fakt, że maksima opadowe przypadają na miesiące letnie.

## Wody

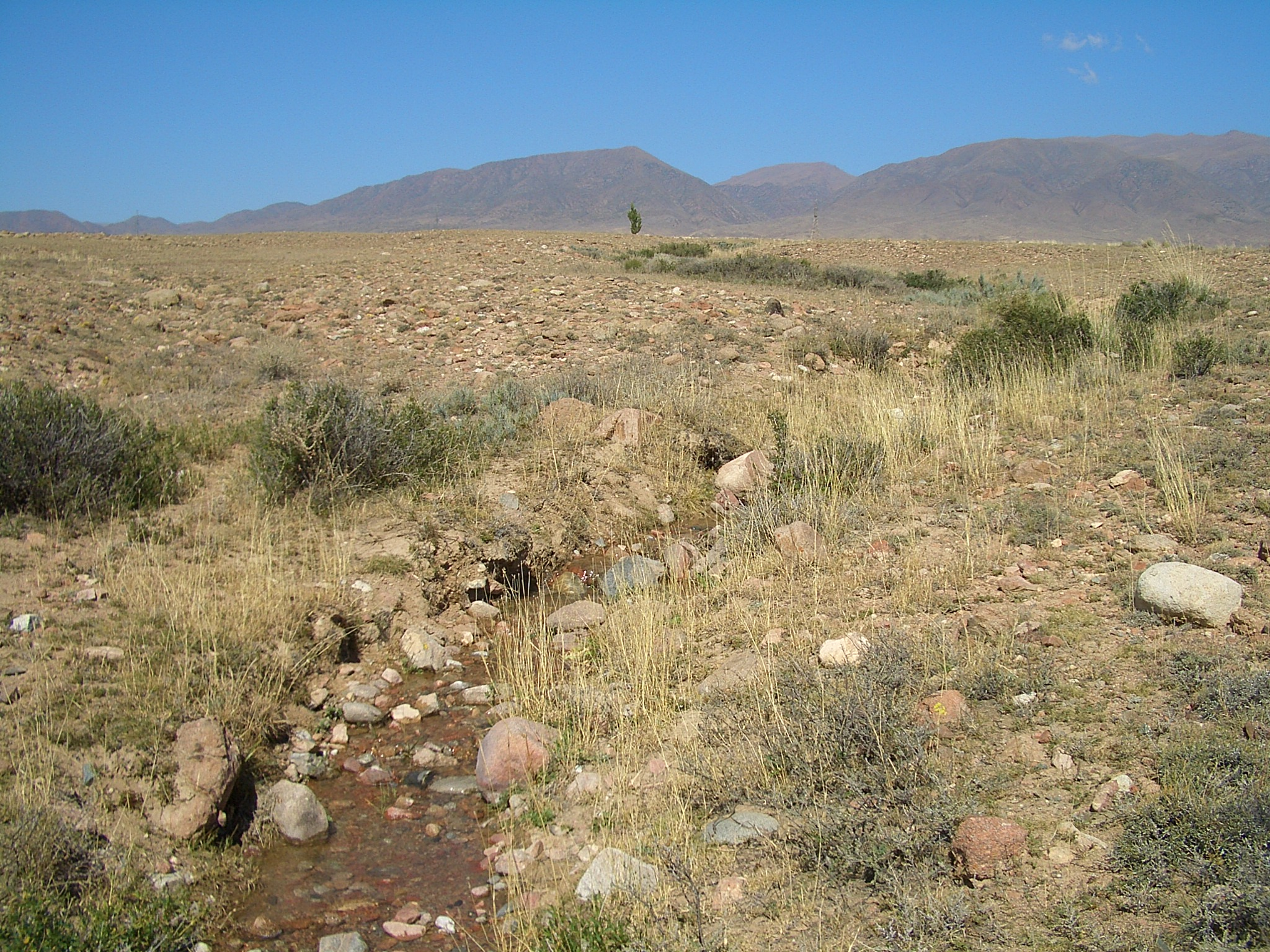
Półpustynny region północnego Kirgistanu

Kirgistan jest dosyć zasobny w wody powierzchniowe ze względu na obecność wysokich masywów górskich i występujących na dużych wysokościach wysokich opadów atmosferycznych. Ponadto tereny wysokogórskie są pokryte śniegiem, która ma istotny wpływ na obecność rzek w kraju. Większość kirgiskich rzek jest zasilana wodami pochodzącymi z lodowców i śniegów. Lodowce i wieczne śniegi zajmują około 3% powierzchni kraju, czyli około 6500 km².
Najdłuższą rzeką kraju jest Naryn o długości 616 km. Inne długie rzeki to cieki spływające z Gór Fergańskich, są to Tałas liczący 254 km i Czu o długości 214 km. Kirgistan leży w zlewiskach Syr-darii, która z kolei uchodzi do Jeziora Aralskiego, oraz jeziora Issyk-kul. Te które płyną do owego jeziora nie odgrywają dużej roli, natomiast rzeki płynące w północnym Kirgistanie, są ciekami bezodpływowymi, ponieważ giną w piaskach pustyni południowego Kazachstanu. Na terenie Kirgistanu znajdują się liczne górskie jeziora, największym z nich jest słone jezioro Issyk-kul. Akwen ten leży na wysokości 1607 m n.p.m. i ma powierzchnię 6200 km², a głębokość osiąga około 700 m.

## Gleby
W Kirgistanie dominują gleby inicjalne zwane litosolami, które utworzyły się na skalistym podłożu. Poza nimi występują górskie kambisole, czyli gleby brunatne, które w wielu miejscach są pokryte miąższą warstwą rumoszu skalnego. Na terenach północnego Kirgistanu, na obrzeżach Kotliny Fergańskiej i jeziora Issyk-kul występują pustynne szaroziemy – kserosole, a w niektórych miejscach, na niewielkich powierzchniach istnieją ernosole.

## Flora
Szata roślinna ze względu na rzeźbę terenu cechuje się piętrowością. Na północy kraju, u podnóża Tienszanu rozciągają się pustynie i półpustynie. Ponad nimi znajdują się stepy, gdzie następnie wraz ze wzrostem wysokości teren przechodzi w górski lasostep. Na tych terenach rosną lasy liściaste, które przechodzą w lasy świerkowe. Na terenach wysoko położonych rosną lasy świerkowe z domieszką jodły. W Górach Fergańskich i Czatkalskich rosną lasy liściaste z przewagą orzechowca i dzikich drzew owocowych. Wewnętrzne pasma górskie i tereny wysoko położone są na ogóle bezleśne. Góry Kakszaał too porasta bardzo skąpa roślinność zimnej pustyni wysokogórskiej. Najwyższe partie gór są zajęte przez wysokogórskiej łąki zwane syrtami, a poza nimi występują nagie skały i przede wszystkim wieczne śniegi.

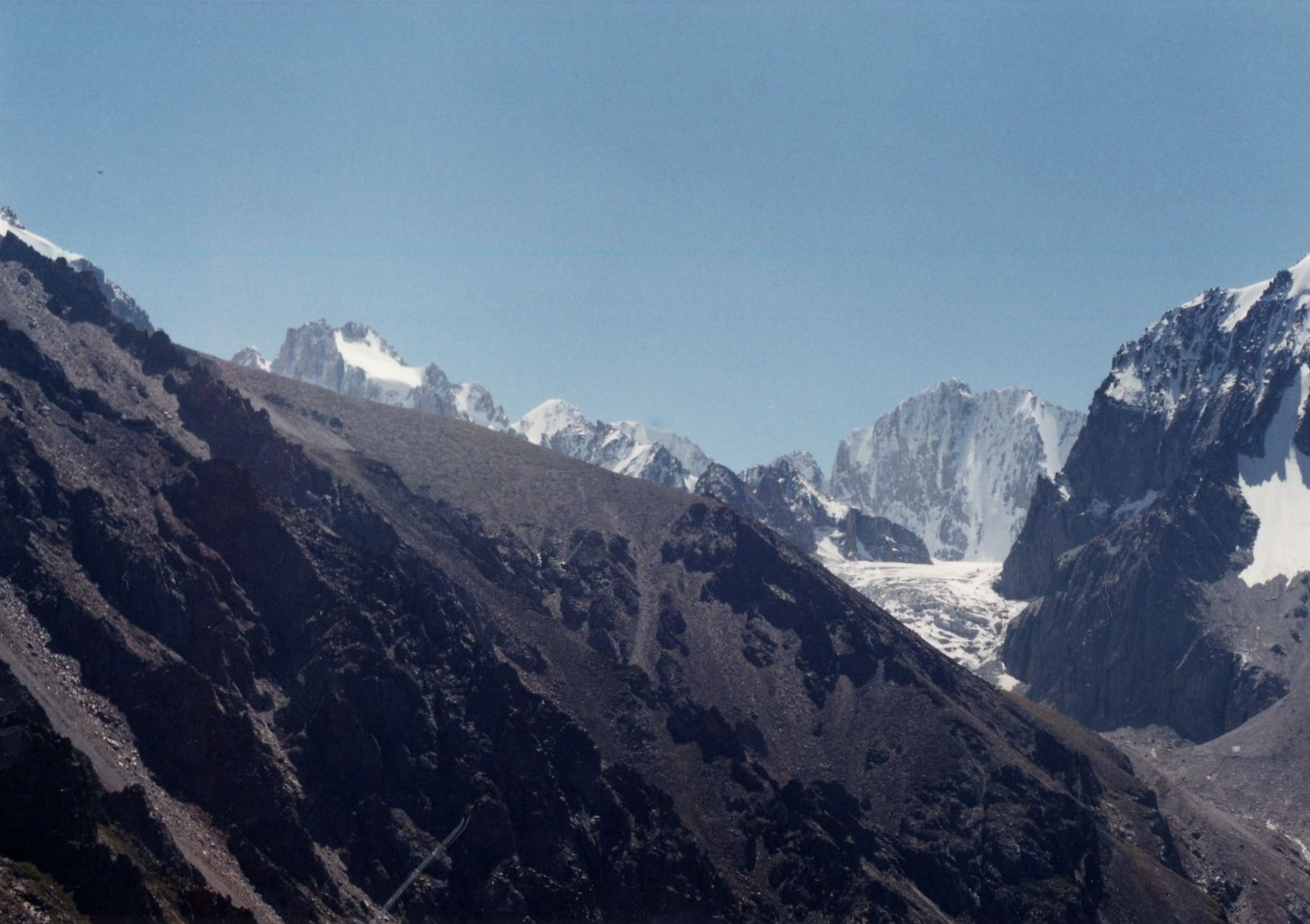
Górzysty region Ała Arcza

## Fauna
Świat zwierząt jest typowy dla obszarów górskich Regionu Środkowoazjatyckiego. Na terenach leśnych występują takie zwierzęta jak jeleń, niedźwiedź brunatny oraz drapieżniki jak wilk szary i ryś. Wysoko w górach żyje koziorożec syberyjski i największe podgatunki dzikiej owcy jak na przykład archar i argali. Najbardziej okazałym ssakiem Kirgistanu jest irbis a z ptaków orzeł przedni. Inny zwierzyniec reprezentują tereny na północnych krańcach kraju, gdzie powszechne są drobne zwierzęta takie jak gryzonie do który należą susły, cokory i skoczki. Do ptaków należą takie gatunki jak kuropatwy i pustynniki. Liczne są węże i jaszczurki.
Chronione obszary w Kirgistanie zajmują niewielki procent, bo tylko 0,14%, co oznacza jedynie 284 km². Do najważniejszych obszarów chronionych wymienić należy Park Narodowy Ała Arcza, leżący na północnych stokach Gór Kirgiskich o powierzchni 19,4 tys. ha i największych rezerwat Sary-Czelekski o powierzchni 23,9 tys. ha.